# Darmadar
Darmadar é uma cidade do Afeganistão, localizada na província de Badaquexão.